# Campus Watch
Campus Watch, criado em 2002,  é um website do Middle East Forum, um "think tank" (centro de reflexão) baseado em Filadélfia, EUA. De acordo com o site, ele  "analisa e critica os estudos sobre o Médio Oriente  na América do Norte com o objetivo de os melhorar". O site diz abordar principalmente cinco problemas: "falhas analíticas, a mistura da política com a erudição, a intolerância de visões alternativas, apologética e o abuso de poder sobre os estudantes". Afirma respeitar plenamente " a liberdade de expressão daqueles que debate, insistindo na sua própria liberdade de comentar as suas palavras e actos." O site foi fundado por Daniel Pipes, sendo seu director Winfield Myers.
Os críticos da Campus Watch afirmam  que é uma organização de lobby pró-Israel envolvida em assediar, colocar em listas negras ou intimidar acadêmicos críticos de Israel. Segundo  John Mearsheimer, o Campus Watch encorajava os estudantes  a relatar comentários ou comportamentos de professores que pudessem ser considerados  hostis a Israel. 
Daniel Pipes responde: "Campus Watch está  para os estudos do Médio Oriente como a análise política para a política, a crítica de cinema para filmes, e relatórios de consumo para o fabrico; nós fornecemos avaliações para o público. Ao contrário dos políticos, atores e executivos de negócios, que aceitam críticas com boa vontade, os acadêmicos uivam de ressentimento ao serem julgados" .